# 張克俠
張克俠（1900年10月7日—1984年7月7日），原名張樹棠，又名双印、大伟、慕义、子华，男，直隶（今河北）獻縣人，中国军事人物、政治人物，西北军将领，中国共产党党员，中华人民共和国林业部副部长。

## 生平

### 早年
张克侠是直隶省（今河北省）獻縣东村乡侯陵屯村人。青少年时期，张克侠在北京汇文小学、北京汇文中学学习。民国4年（1915年），为抗议袁世凯接受“二十一条”，张克侠放弃考大学，投笔从戎，考入北京清河陆军军官预备学校。张母患病双目失明，无人照料，为张克侠与通县农村姑娘李德璞（后改名李英）定亲，1918年结婚。李德璞的姐姐李德全后与冯玉祥结婚（冯玉祥前妻刘德贞1923年病逝，1924年2月9日冯玉祥续娶李德全），张克侠与西北军领袖冯玉祥成为连襟。1921年秋张克侠升入保定陸軍軍官學校。1923年成绩优异畢業，主动请求加入冯玉祥部，与董振堂、边章五、何基沣等一起入冯部，张克侠在宋哲元的第25混成旅任见习军官。
1924年1月抵达广州参加国民革命，先后在孙中山大本营军政部任少校科员兼大本营陆军讲武学校（黄埔军校前身之一）教育副官及队长。其间接触了许多中国共产党党员，受到共产主义思想启蒙，并致信冯玉祥宣传革命道理。1925年，国民革命军组建，以陆军讲武学校毕业学员为骨干编成两个营，张克侠任第一营营长。1926年9月，冯玉祥的西北军五原誓师响应北伐，张克侠到张家口任西北军学兵团团副。身在苏联的李德全带回一封信，希望妹夫张克侠去苏联学习。张克侠通过时任张学良卫队团长的王以哲办了一张东北军护照，1927年春张克侠赴苏联莫斯科中山大学学习，提出入党请求。但中国国民党清党，冯玉祥公开支持蒋介石，张克侠不但未能入党还与其他国民党派来的学生及非党员学生被要求离开中山大学。。

### 第一次国共内战
1928年秋毕业回到西北军，并同张存实保持联系、汇报。1929年7月张存实密信通知张克侠赴上海在静安寺教堂与董健吾牧师接头。张克侠在上海经张存实、李翔梧（中央军委副秘书长，也是在莫斯科中山大学的同学）介绍加入中国共产党，时任中央组织部长兼中央军事部长周恩来指示，张克侠被单线领导，不与地方党组织发生横向关系，任务是在西北军中秘密从事党的工作，党内书信联络名字张光远，假如发生意外也不要承认党员身份。
张克侠身为正宗“保定系”、“黄埔系”、西北军、冯玉祥连襟，人脉网络广阔。1930年任第29军张自忠第38师参谋长。1931年九一八事变后，考入南京陆军大学。1933年再次与张存实接上了组织关系。1933年5月，冯玉祥与中国共产党合作，在张家口组织察绥民众抗日同盟军，张克侠利用陆军大学放暑假的机会来到张家口，任同盟军高级参谋、干部学校校长。后来抗日同盟军失败后，张克侠回到南京陆军大学。1935年底，张克侠从陆军大学毕业回国民革命军第二十九军三十八师任师长。1936年，调任二十九军副参谋长兼张自忠三十八师参谋长。其间他与王世英、南汉宸、彭雪枫、杨秀峰、刘清扬、萧明等中共党员联系或合作。张克侠按照中共中央要二十九军不要妥协、积极对日作战、发动群众、支援抗战的指示精神，提出了一个集结兵力、主动攻击的作战方案，计划在日军增援前，以二十九军优势兵力一举消灭驻华北地区的2万日军。张克侠将该作战计划交萧明报送中共领导，刘少奇亲自批示同意了该作战计划。但后来该计划未能实现。

### 抗日战争时期
1937年7月七七事变爆发后，中共中央发出《为日军进攻卢沟桥通电》，要求宋哲元动员全部二十九军开赴前线应敌。但当时宋哲元正在山东乐陵家乡休养，二十九军各部仍旧分驻各地，形势急迫。邓哲熙、赵登禹、张克侠乘飞机紧急接宋哲元回北平主持大计。张克侠报告何应钦请宋哲元回北平备战，但宋哲元犹豫不决。张克侠劝说宋哲元并拟出一份作战计划，与上次给中共党组织的计划大致相同。。
宋哲元回到北平后，同日本代表谈判交涉，同时暂停军事准备。但日军趁机不断向华北增兵。张克侠多次建议宋哲元把南苑的二十九军军部及部队移往便于指挥的地方。然而宋哲元担心引起日本怀疑，不同意调动军队和转移军部。7月27日傍晚，日军逼近南苑即将发动进攻，宋哲元匆忙下令二十九军军部移往北平城内的中南海怀仁堂，命赵登禹到南苑指挥部队。当晚，张克侠向赵登禹介绍了南苑部队情况，随后张克侠撤至北平城内。二十九军在南苑因准备不足、仓促应战而损失惨重，佟麟阁、赵登禹阵亡。日军占领北平前夕，张克侠得知日军即将不战入城的情报后，及时通知刘清扬、张友渔、杨秀峰等人，使一批抗日骨干安全转移。
1937年7月29日，江朝宗主持的“北平地方维持会”成立。张自忠躲进东交民巷使馆区，后逃到天津乘船赴山东。张克侠先在北平隐蔽，其间得知八一三淞沪抗战消息后，盼望南下到前线杀敌。张克侠托在天津经商的表弟房兆梁想办法，房兆梁寄来许多做生意的证明，8月21日，张克侠和李连山乘火车赴天津，在天津站正逢日方搜查，房兆梁将张克侠送到天津英租界一位亲戚家里。数日后，他们乘英国轮船到烟台，转赴济南。
此后，张克侠辗转寻找到冯玉祥，历任冯玉祥的第六战区司令部高级参谋、副参谋长等职。1938年随冯玉祥到武汉。在武汉期间，与八路军驻汉口办事处取得联系，周恩来、董必武、叶剑英、宣侠父、罗炳辉、张爱萍、张经武等中共领导多次拜访冯玉祥，与张克侠接触。组织确定由叶剑英直接联系领导张克侠。1938年，张克侠任国民革命军第五十九军参谋长，叶剑英邀请董必武、罗炳辉、边章五、时任长江局书记王明及其夫人在“普海春”饭店设宴饯行。1933年张自忠的第三十三集团军成立，任参谋长。1944年任第33集团军中将副总司令，转战山东、河南、湖北。其间创办了自忠中学，宣传抗日思想。在台儿庄战役中，张克侠协助张自忠指挥五十九军痛击日军板垣师团，声名鹊起。抗日战争胜利后，蒋介石颁发一批佩剑，称“中正剑”，张克侠获赠一柄，故之后人称张克侠为“佩剑将军”。

### 第二次国共内战
1946年初第三十三集团军改为第三绥靖区，张克侠任中将副司令长官。张克侠在第三十三集团军上层人士中开展策反活动，并在1946年1月7日到台儿庄与郝鹏举谈话，促进了郝部投向中共。1946年夏，在蒋介石催逼下，冯玉祥被迫出国“考察”，张克侠借机到南京送行，经联系后受到周恩来接见，张克侠表示“……只要党下令，我可以保证随时起义”。在第三绥靖区中将副司令长官任内，他还获取了徐州剿总各类机密情报，派人密送中国人民解放军华东野战军司令部。
1948年10月中旬，在淮海战役（国军称徐蚌会战）中，中国人民解放军华东野战军派代表到徐州，向张克侠传达陈毅等首长的指示，定于11月8日解放军发起进攻时，争取国军两个军投向中共。但就在起事前夕，第三绥靖区司令长官冯治安对张克侠产生怀疑，指令张克侠住在徐州，禁止他去第三绥靖区总部所在地贾汪。11月2日，张克侠在徐州打电话给贾汪的何基沣：「第59军军长刘振三以看病为由去上海」获得了冯治安批准。刘振三出走前，在团以上干部会议上说：“部队有事要听孟（绍濂）副军长的”。11月3日，第37师师长李宝善命令驻韩庄的第111团撤回南岸到利国驿师部待命以防突变。何、张决定密告第111团团长张兆芙把秘密党员王世江的第三营留在运河以北，必要时可带头起事。11月5日，杨斯德把华野规定的起事时间（11月8日）通知何基沣。11月5日，留在韩庄运河北岸的第77军第37师111团3营接触到解放军尖兵，营长王世江面见华野十纵司令员宋时轮、政委刘培善，然后率先起事。11月7日晚，张克侠参加第三绥靖区参谋长、军统特务陈继淹主持的会议，11月8日零时散会。11月8日凌晨4时，张克侠与司机何悌修驱车离开徐州，先到了第132师师部，同师长过家芳见了面，打电话告知贾汪何基沣已脱离虎口。11月8日上午8时，张克侠到贾汪，给徐州的冯治安打电话，请冯来贾汪坐镇指挥。11月8日上午10时，提前2个小时，正式率国军五十九军两个师、七十七军一个师和第111团，共23,000多名官兵，在贾汪、台儿庄一带防地发动贾汪起事，从而开放了台儿庄运河上的通道，使徐州东北门敞开，解放军得以直取徐州，并切断黄百韬部退路，对取得淮海战役的胜利发挥了重要作用。毛泽东主席在给淮海战役总前委的电报中指出：“北线何张起义是第一个大胜利。”。11月10日拂晓，起事各部队先后到达运河以北指定地点。11月12日，鲁南军区司令员张光中、政委高克亭接待起事部队。11月28日，起事将领联名通电全国。
起事部队称“一一八部队”，辖两个军：
- 第59军：军长张克侠，副军长孟绍濂，辖原59军2个师
- 第77军：军长何基沣，副军长过家芳，辖三绥靖区机关、直属队、刘自珍干训团、132师、第37师111团等部。

1949年1月10日淮海战役结束，起事部队开赴灵璧、来安整编。1949年2月16日与华东野战军渤海纵队合并，组成中国人民解放军第三十三军，张克侠任军长，韩念龙任军政委，第一副军长张震球，第二副军长孟绍濂，政治部主任欧阳平。1949年4月21日参加了渡江战役，在无为县泥汊镇、外滩渡江，推进到南陵县战家桥一带。4月24日，第九兵团命令33军“在浙江长兴、吴兴切断宁杭公路”，经4天急行军到达指定位置，实现郎广战役闭合包围圈，消灭了敌第66军和第99军大部1.49万人，其中俘1.45万人，缴获枪5,280支，炮153门。随后参加上海战役的月浦争夺战和攻打杨行。5月26日，98师攻克吴淞炮台；5月29日99师攻占金山。十天战斗歼灭敌军4,300余人。中共占领上海后，7月20日张克侠兼任中国人民解放军淞沪警备司令部参谋长，任内在上海的军事接管、警备区域划分、收集国军散兵，“剿匪镇反”、攻占沿海岛屿、应对上海封锁与空袭，恢复上海社会治安等方面做了许多工作。

### 中华人民共和国
1950年3月7日，中共中央组织部作出《关于张克侠党籍问题的决定》，决定称：“我们认为张克侠同志虽长期在国民党军队工作，但1929年入党以来一直与党保有联系，设法为党工作，并有成绩，故其全部党籍应予承认。”1950年3月，张克侠提出转业到地方工作。
1950年6月，张克侠转业到地方。历任华东军政委员会委员、农林部部长，华东行政委员会森林工业管理局局长。1954年调任中华人民共和国林业部副部长、党组成员，后兼任中国林业科学研究院院长、分党组书记等职，在开展大规模植树造林，有计划采伐和节约木材，建立健全林业科研体系和发展科研事业等方面作出了贡献。1955年获授一级解放勋章。他是第四届全国人大代表，第五届全国政协常务委员。文化大革命期间，张克侠遭到迫害，身心受严重摧残，其亲属子女也受牵连。文革初期，在全国全面夺权的风潮中，张克侠坚持没有中央指示绝不签字交权。粉碎四人帮后，张克侠拥护中共十一届三中全会以来的路线、方针、政策，尽管身体虚弱仍然积极工作，撰写革命回忆录。他多次嘱咐家属，并留有遗嘱：身后不开追悼会，不留骨灰。
1984年7月7日，张克侠在北京病逝，享年84岁。7月18日，在北京八宝山革命公墓礼堂举行了遗体告别仪式。